# フォイエルバッハ点
三角形幾何学において、フォイエルバッハ点（フォイエルバッハてん、英: Feuerbach point）は三角形の九点円と内接円の接点を指す用語である。三角形の心として、クラーク・キンバーリングのEncyclopedia of Triangle CentersではX(11)に登録されている。名称は、カール・フォイエルバッハに由来する。

フォイエルバッハの定理:九点円と内接円及び傍接円は接する。

フォイエルバッハの定理（Feuerbach's theorem）は1822年、フォイエルバッハによって発表された定理で、内接円と同様に、傍接円も九点円と接することが示された。最も単純な証明の一つに内接円と傍接円と九点円の5円に対しケーシーの定理を適用するものや、自動定理証明を用いたものがある。澤山勇三郎はこの定理の証明を多く残した。
3つの傍接円と九点円の接点が成す三角形はフォイエルバッハ三角形（Feuerbach triangle）と呼ばれる。

## 構成
三角形の内接円とは、三角形の3つの辺に内接する円である。その中心である内心は、三角形の内角の二等分線の交点である。
三角形の九点円とは三角形の辺の中点から成る中点三角形と頂垂線の足から成る垂足三角形の外接円である。
この2円はただ一点で交わる、つまり接する。この点を三角形のフォイエルバッハ点という。
三角形の内接円と同様に、三角形には傍接円が存在する。傍接円は三角形の辺の1つと接し、さらに他の2辺の延長と接する円である。3つの傍接円もまた九点円と接する。その接点はフォイエルバッハ三角形と呼ばれる三角形を成す。

## 性質
フォイエルバッハ点の定義よりフォイエルバッハ点、内心、九点中心は共線である。この直線をIN線（IN line）という。
{\displaystyle x,y,z}をそれぞれフォイエルバッハ点と中点三角形の各頂点の距離とする。このとき
{\displaystyle x+y+z=2\max(x,y,z),}
つまり、{\displaystyle x,y,z}のうちもっとも大きいものは他の2つの和と等しい。この式はポンペイウの定理、ファン・スコーテンの定理にも見られる。特に{\displaystyle x={\frac {R}{2OI}}|b-c|,\,y={\frac {R}{2OI}}|c-a|,z={\frac {R}{2OI}}|a-b|,} である:Propos. 3。ただし、Oは基準三角形の外心でIは内心、Rは外半径である。OIはオイラーの定理により計算できる。
同様に、傍接円と九点円の接点と傍接円が接する辺の中点の距離は、他二つの辺の中点の距離の差の絶対値と等しい。
△ABCの接触三角形を△XYZ、中点三角形を△PQR、フォイエルバッハ点をFとする。△FPX, △FQY, △FRZはそれぞれ三角形△AOI, △BOI, △COIに相似である:Propos. 4。 
フォイエルバッハ点はOI線の直極点である。また、フォイエルバッハ双曲線の中心である。 
内角の二等分線と対辺の交点が成す三角形（内心三角形）の外接円はフォイエルバッハ点を通る。また、OI線を内心三角形の辺で鏡映した直線はフォイルバッハ点を通る。
内接円とシュタイナーの内接楕円の3辺と異なる共通接線と内接円の接点はフォイエルバッハ点である。
基準三角形のエクセター点と接線三角形の重心、フォイエルバッハ点は共線である。
内接円と各辺の接点を対角の二等分線で鏡映した点と辺の中点を結ぶ直線はフォイエルバッハ点で交わる。この共点の問題が1982年の国際数学オリンピックにて出題された。

## 座標
フォイエルバッハ点は三線座標を用いて次の様に表される。
{\displaystyle 1-\cos(B-C):1-\cos(C-A):1-\cos(A-B).}
重心座標では
{\displaystyle (s-a)(b-c)^{2}:(s-b)(c-a)^{2}:(s-c)(a-b)^{2},}
である。ただしsは半周長。
フォイエルバッハ三角形と基準三角形は配景の関係にある。配景の中心はEncyclopedia of Triangle CentersにおいてX(12)として登録されている。また、フォイエルバッハ点の九点中心と内心に対する調和共役点である。三線座標は以下の式で与えられる。
{\displaystyle 1+\cos(B-C):1+\cos(C-A):1+\cos(A-B).}

## 特別の場合

∠Aを直角とする三角形ABCについて、HをAのBCに対する垂足、OB, OCを△ABH, △ACHの内心、B', C'を辺AC, ABの中点とする。B'OC, C'OBは△ABCのフォイエルバッハ点F0で直交する。また、OBOCを直径とする円は、F0の他に、H、△ABCの内接円とBCの接点、B'C'と∠B, ∠Cの二等分線の交点（それぞれ∠HAC,∠HABの二等分線も通る）も含む。